# Il canto di Penelope
Il canto di Penelope (The Penelopiad) è un romanzo del 2005 della scrittrice canadese Margaret Atwood.
Il romanzo è una rilettura dell'Odissea dal punto di vista di Penelope e delle dodici schiave impiccate da Telemaco alla fine del XXII libro.

## Trama
Nella tetra monotonia dell'Ade, Penelope offre una propria versione del mito del marito. Il fantasma della donna ripercorre l'infanzia da principessa spartana e il matrimonio con Odisseo, avvenuto quando aveva quindici anni. Tra i due si instaura un rapporto di affetto e fiducia (vera o presunta), anche se la giovanissima regina fatica ad adattarsi nel suo nuovo regno di Itaca, anche a causa del rapporto gelido con la suocera Anticlea e l'atteggiamento prevaricatore di Euriclea. L'unica fonte di gioia di Penelope è il figlioletto Telemaco, ma la sua felicità è guastata all'improvviso dalla fuga di Elena a Troia. Il marito è costretto ad unirsi all'esercito guidato da Agamennone e Menelao a causa di un giuramento ideato da lui stesso, per il quale tutti i pretendenti alla mano di Elena si sarebbero dovuti alleare al marito della donna in caso di bisogno. 
Ha inizio quindi l'assenza ventennale di Odisseo da Itaca: nei primi dieci anni aedi e messaggeri riportano le notizie della guerra che viene combattuta in Asia minore, ma dopo la caduta di Troia le notizie si fanno più rade, contraddittore e confuse. Nonostante Penelope dia prova di saggezza e accortezza nel gestire le proprietà del marito, la prolungata assenza di Odisseo e la mancanza di notizie danno adito all'idea che il re sia morto e oltre un centinaio di pretendenti cominciano ad accalcare le sale del palazzo per chiedere la mano della regina. Penelope respinge ogni proposta, ma i proci si sono ormai stanziati stabilmente ad Itaca e consumano l'eredità dell'adolescente Telemaco con continui banchetti. Per gestire la situazione, Penelope usa le sue dodici schiave predilette come spie tra i pretendenti: la loro missione è quella di fingere di disprezzare la loro padrona per ottenere informazioni sui piani dei proci. La missione è pericolosa: alcune delle schiave vengono sedotte, altre stuprate.
Il rapporto con Telemaco si fa sempre più conflittuale, finché il giovane principe non fugge da Itaca in cerca di notizie del padre. Per tenere lontani i pretendenti, Penelope ricorre al celebre stratagemma della tela: annuncia ai proci che sceglierà uno sposo non appena avrà completato di tessere il sudario del suocero Laerte, ma ogni notte insieme alle sue dodici ancelle disfa il lavoro della giornata. Una delle dodici finisce per rivelare l'informazione ai proci, che colgono la regina in flagrante e la costringono ad affrettarsi nella tessitura del sudario.
La situazione migliora con l'arrivo di Odisseo, che viene riconosciuto immediatamente da Penelope nonostante il suo travestimento. Tuttavia la regina finge di non averlo riconosciuto e suggerisce di usare l'arco del marito per stabilire quale dei pretendenti potrà avere la sua mano e la sua corona. Mentre Penelope è nelle sue stanze, Odisseo e Telemaco compiono una strage tra i pretendenti e quando il re chiede ad Euriclea quali servi gli sono stati infedeli la sua vecchia nutrice, sempre sospettosa nei confronti delle pupille della regina, addita le dodici schiave. Odisseo dà l'ordine di ucciderle e Telemaco le impicca. Quando Penelope ritorna nella sala del trono e "riconosce" il marito si rende conto troppo tardi dell'uccisione delle sue ancelle e sa di dover nascondere il proprio dolore perché mostrare simpatia per loro potrebbe farla sembrare complice delle loro infedeltà.
Il racconto di Penelope è inframezzato da numerose interruzioni da parte dei fantasmi delle dodici schiave che, attraverso un gran numero di stili diversi (dall'idillio al canto marinaresco, dalla tragedia a una lezione di antropologia, dagli atti processuali alla ballata) ripercorrono la propria storia, contraddicendo a tratti la versione di Penelope e sottolineando la brutale ingiustizia della loro esecuzione. Le dodici continuano a vagare nell'oltretomba e tormentare Odisseo durante le sue sporadiche visite a Penelope.

## Storia editoriale
Il romanzo fu pubblicato nel 2005 dalla case editrice Canongate Books. Nello stesso anno, il libro fu tradotto in ventotto lingue e pubblicato tra trentatré case editrici in tutto il mondo. La prima edizione italiana fu pubblicata sempre nel 2005 da Rizzoli.

## Edizioni italiane
- Il canto di Penelope, traduzione di Margherita Crepax, Collana I miti, Milano, Rizzoli, 2005, ISBN 88-170-0791-9. - Milano, Salani, 2018.